# Ecdystérone
La 20-Hydroxyecdysone (ou ecdystérone, 20E) est une hormone ecdystéroïde naturelle qui contrôle la mue et la métamorphose des arthropodes. Elle est donc l'une des hormones de mue les plus courantes chez les insectes, les crabes, etc. C'est également un phytoecdystéroïde produit par diverses plantes, telles que Cyanotis vaga, Ajuga turkestanica et Rhaponticum carthamoides, dont le but probable est de perturber le développement et la reproduction des insectes nuisibles.
Chez les arthropodes, la 20-hydroxyecdysone agit via le récepteur de l'ecdysone. Bien que les mammifères soient dépourvus de ce récepteur, la 20-hydroxyecdysone affecte leurs systèmes biologiques. La 20-Hydroxyecdysone est un ingrédient de certains suppléments destinés à améliorer les performances physiques Chez l’homme, on suppose qu’elle se lie au gène codant pour la protéine bêta du récepteur des œstrogènes (ERβ).

## Chez les arthropodes
Les principales sources de 20-hydroxyecdysone chez les larves sont la glande prothoracique, la glande annulaire, l'intestin et les corps adipeux. Ces tissus convertissent le cholestérol alimentaire en formes matures de l’hormone 20-hydroxyecdysone. Pour la plupart, ces tissus glandulaires disparaissent à l'âge adulte, à l'exception des corps gras, qui restent sous forme d'une gaine de tissu lipidique entourant le cerveau et les organes de l'abdomen. Chez la femelle adulte, l'ovaire est une source importante de production de 20-hydroxyecdysone. Les mâles adultes, autant que l'on sache actuellement, disposent d'une seule source de 20-hydroxyecdysone, à savoir les tissus adipeux.
Ces tissus producteurs d'hormones expriment le récepteur de l'ecdysone tout au long du développement, indiquant peut-être un mécanisme de rétroaction fonctionnelle.
Un ecdystéroïde est un type d'hormones stéroïdiennes chez les insectes, dérivé de la modification enzymatique du cholestérol par les enzymes p450. Ce processus se déroule selon un mécanisme similaire à la synthèse des stéroïdes chez les vertébrés. L'ecdysone et la 20-hydroxyecdysone régulent les mues larvaires, le début de la formation du puparium et la métamorphose. Étant hydrophobes, ces hormones traversent les membranes lipidiques et imprègnent les tissus de l'organisme. En effet, le principal récepteur de ces signaux hormonaux - le récepteur de l'ecdysone - est une protéine intracellulaire.

## Chez l'homme et d'autres mammifères

### Utilisation comme complément
La 20-Hydroxyecdysone et d'autres ecdystéroïdes sont commercialisés comme ingrédients dans des compléments nutritionnels destinés à divers sports, en particulier la musculation. Une étude de 2006 a examiné les améliorations des exercices effectués et a testé les améliorations/augmentations des indicateurs chimiques tels que la composition corporelle et la testostérone libre/disponible. Elle a conclu que l'utilisation de 30 mg par jour de 20-hydroxyecdysone administrée par voie orale n'affectait pas de manière significative les réponses anaboliques ou cataboliques à l'entraînement en résistance, la composition corporelle ou les adaptations à l'entraînement. Cependant, plusieurs études antérieures ont soutenu les effets anaboliques de la 20-Hydroxyecdysone,,,,,.
Une étude plus récente menée en 2019 par une équipe incluant le Département de médecine sportive moléculaire et cellulaire de l'Université allemande du sport de Cologne a trouvé des augmentations significativement plus élevées de la masse musculaire chez les participants ayant reçu de l'ecdystérone, avec des augmentations beaucoup plus prononcées de la performance au développé couché en une répétition.
L'étude, financée par l'Agence mondiale antidopage (AMA), a démontré un effet anabolisant significatif, sensible à la dose, de la supplémentation en 20-hydroxyecdysone sur les athlètes pendant l'entraînement en résistance. De plus, des études récentes ont montré que le mécanisme d'action de la 20-hydroxyecdysone sur les cellules musculaires humaines est une activation relativement sélective de la forme bêta du récepteur des œstrogènes (ERβ), qui est connue pour entraîner une hypertrophie musculaire[passage promotionnel].

### Utilisation comme outil de recherche
La 20-hydroxyecdysone et d'autres ecdystéroïdes sont utilisés dans la recherche en biochimie comme inducteurs chez les animaux transgéniques, par lesquels un nouveau gène est introduit dans un animal afin que son expression soit sous le contrôle d'un récepteur d'ecdysone introduit. L'ajout ou la suppression d'ecdystéroïdes de l'alimentation de l'animal constitue alors un moyen pratique d'activer ou de désactiver le gène inséré. Aux doses habituelles, la 20-hydroxyecdysone semble avoir peu ou pas d’effet sur les animaux sur lesquels aucun gène supplémentaire n’est inséré ; il a également une biodisponibilité élevée lorsqu'il est pris par voie orale, il est donc utile pour déterminer si le transgène a été absorbé efficacement.